# 동물법
동물법(動物法, 영어: animal law)이란 동물의 법적, 사회적, 생물학적 특성이 반영된 제정법과 판례법의 조합이다. 동물법은 반려동물, 야생동물 등을 포괄한다.

## 역사
영국 의회는 ‘딕 마틴’ 법이란 1822년 동물 학대를 금지하는 법안을 의결하였고 미국은 1871년 동물복지법을 제정했으며 일본, 프랑스 등은 20세기에야 비로소 뒤따랐다. 대한민국에서 법률 제4379호로 동물보호법이 제정된 것은 1991년이다.

## 대한민국 관련 법률
- 동물보호법
- 수산생물질병 관리법
- 동물보호법 시행규칙
- 동물보호법 시행령
- 수산생물질병 관리법 시행규칙

## 같이 보기
- 동물실험
- 반려동물
- 동물권
- 나치 독일의 동물보호법
- 동물학대(AA)
- 아동 학대(CA)

## 참고 문헌
- 김동훈, 동물법 이야기, 펫러브, 2013. ISBN 9788996527121
- 한겨레21 동물을 위한 법은 없다 [2011.06.27 제866호 동물보호법 있지만 ‘죽여도 좋다’는 예외조항 수두룩…동물이 죽으면 쓰레기봉투에 버려야 합법인 현실]
- 동물법연구서설(An Intoduction to Animal Law)_ 임채웅, 환경소송의 제문제(2011)  법원환경법분야연구회 지음 | 사법발전재단 | 2011년